# Dialeurodes chiengsenana
Dialeurodes chiengsenana là một loài côn trùng cánh nửa trong họ Aleyrodidae, phân họ Aleyrodinae.
Dialeurodes chiengsenana được Takahashi miêu tả khoa học đầu tiên năm 1942.